# Forrest Gregg
Alvis Forrest Gregg (* 18. Oktober 1933 in Birthright, Texas; † 12. April 2019 in Colorado Springs, Colorado), Spitzname: Iron Man war ein US-amerikanischer American-Football-Spieler und -Trainer. Er spielte als Offensive Tackle bei den Green Bay Packers und den Dallas Cowboys in der National Football League (NFL). Als Spieler gewann er zweimal mit den Packers den Super Bowl und in seiner letzten Saison noch einmal mit den Cowboys. Als Head Coach führte er die Cincinnati Bengals in den Super Bowl XVI.

## Spielerlaufbahn

### Collegekarriere
Gregg spielte bei den SMU Mustangs, der Mannschaft der Southern Methodist University, als Tackle sowohl in der Offensive Line, als auch in der Defensive Line. Gregg war mit 113 Kilo Körpermasse für diese Position zu leicht, glich aber diesen Nachteil mit Schnelligkeit und Behändigkeit aus. Während seiner Laufbahn im College Football konnte seine Mannschaft in kein Bowlspiel einziehen. Trotzdem wurden die Scouts der NFL auf ihn aufmerksam.

### Profikarriere
1956 wurde Gregg im NFL Draft durch die Green Bay Packers in der zweiten Runde als 20. Spieler ausgewählt. Gregg, der eigentlich als Abwehrspieler verpflichtet worden war, kam überwiegend in der Offense zum Einsatz. 1956 verpflichteten die Packers auch ihren späteren Starting-Quarterback Bart Starr, dessen Schutz eine von Greggs zukünftigen Hauptaufgaben war. Ein Jahr später stieß der Runningback Paul Hornung zu den Packers, 1959 übernahm Vince Lombardi das Amt des Head Coachs in Green Bay. Die Packers wurden zu einer der besten Footballmannschaften der damaligen Zeit. Sie entwickelten dazu Spielzüge speziell für Forrest Gregg um seine überragende Schnelligkeit und Wendigkeit ausnutzen zu können.
Gregg, der sich durch intensive Filmstudien auf seine Gegenspieler vorbereitete, entwickelte sich zu einem Schlüsselspieler seiner Mannschaft. Verletzungsbedingt kam Gregg von 1961 bis 1965 auch auf der Position eines Guards zum Einsatz. Er bewährte sich auch auf dieser für ihn bis dahin ungewohnten Position.
Die Packers feierten mit Gregg zahlreiche Erfolge, sie gewannen insgesamt fünfmal die Meisterschaft der NFL. 1961 und 1962 gegen die New York Giants mit Quarterback Y. A. Tittle mit 37:0 und 16:7, 1965 gegen die Cleveland Browns mit 23:12, 1966 und 1967 jeweils gegen die von Tom Landry trainierten Dallas Cowboys mit 34:27 und 21:17. Das letztgenannte Spiel ging als Ice Bowl in die Geschichte der NFL ein. Beide Spiele gegen die Cowboys bedeuteten den Einzug in das AFL-NFL Championship Game (später umbenannt in Super Bowl). 1967 wurden im Super Bowl I die Kansas City Chiefs mit 35:10 geschlagen, im Jahr darauf gab es einen Sieg gegen die Oakland Raiders mit 33:14.
1970 wollte sich Gregg mit 37 Jahren zur Ruhe setzen, nahm aber ein Angebot der Cowboys an, die aufgrund zahlreicher verletzter Spieler auf der Suche nach Spielern waren. Er gewann mit der von Tom Landry trainierten Mannschaft aus Texas erneut einen Super Bowl, Super Bowl VI mit 24:3 gegen die Miami Dolphins.

## Trainer
Gregg war bei insgesamt drei Teams in der NFL als Head Coach tätig. Von 1975 bis 1977 trainierte er die Cleveland Browns, von 1980 bis 1983 die Cincinnati Bengals und von 1984 bis 1987 die Green Bay Packers. Seine Trainerlaufbahn verlief nicht so erfolgreich wie seine Spielerkarriere. Lediglich 1981 konnte er seine Bengals, nach einem 27:7-Sieg im Freezer Bowl, einem historisch kalten AFC Championship Game, gegen die San Diego Chargers, in den Super Bowl XVI führen. Dort verloren die Bengals dann aber mit 21:26 gegen die von Joe Montana angeführten und von Bill Walsh trainierten San Francisco 49ers.
1979 war Gregg für ein Jahr Trainer der Toronto Argonauts in der Canadian Football League (CFL), blieb aber in Kanada erfolglos. 1989 bis 1990 trainierte er seine alte Collegemannschaft, verlor aber 19 von 22 Spielen mit dem durch den Ponygate-Skandal geschwächten Team. Von 1994 bis 1995 hatte er, erneut erfolglos, das Traineramt bei den Shreveport Pirates einem ehemaligen US-Team in der CFL inne. 1995 beendete Gregg seine Trainerlaufbahn. Danach war er Vizepräsident der Ottawa Renegades.

## Ehrungen
Gregg spielte neunmal in einem Pro Bowl und wurde neunmal von der amerikanischen Presse in das All-Pro-Team gewählt. Er ist Mitglied in der Pro Football Hall of Fame, in der Texas Sports Hall of Fame, im National Football League 75th Anniversary All-Time Team und im National Football League 1960s All-Decade Team. 1976 wurde er zum NFL Coach of the Year gewählt. Die Zeitschrift The Sporting News wählte ihn 1999 zu einem der besten Footballspieler aller Zeiten. Im Jahr 2007 erfolgte die Aufnahme in die Ruhmeshalle der Green Bay Packers. Seine Trikotnummer wurde von seinem College gesperrt, im Jahr 2008 wurde er in die Southern Methodist University Athletics Hall of Fame aufgenommen. 

## Abseits des Spielfelds
Forrest Gregg war verheiratet und hatte zwei Kinder. Im Jahr 2011 wurde bei ihm die Parkinson-Krankheit diagnostiziert. Er verstarb an dieser Krankheit. Seine letzte Ruhestätte ist nicht bekannt.

## Quelle
- Jens Plassmann: NFL – American Football. Das Spiel, die Stars, die Stories (Rororo 9445 rororo Sport). Rowohlt, Reinbek bei Hamburg 1995, ISBN 3-499-19445-7.